# Берестовский, Георгий Григорьевич
Георгий Григорьевич Берестовский (20 апреля 1909 года, село Митрофановка, Таврического района Семипалатинской области — 17 февраля 1988, Павлодар) — советский учёный-почвовед, лауреат Ленинской премии и соратник академика А. И. Бараева.

## Биография
Родился 20 апреля 1909 года. В 1931 году окончил Сельскохозяйственную академии имени Тимирязева. По распределению направлен работать агрономом в Совхозе "Суворовский" Павлодарской области.
С 1938 г. в системе Государственной комиссии по сортоиспытанию сельскохозяйственных культур. Проводил опытные работы в госсортучастке в селе Михайловка Железинского района. Главные направления его поисков - влагообеспечение и защита почв от ветровой эрозии.
С марта 1943 года, окончив пулеметное училище в г. Кушка (Туркменская ССР), в звании младшего лейтенанта был направлен на I Украинский фронт командиром пулеметного взвода 1128 стрелкового полка 336 стрелковой Житомирской Краснознаменной Ордена Суворова II степени дивизии. В боевых действиях участвовал на территории Польши и Германии.
После демобилизации в 1946году, вновь работает в с.Михайловке. С 1948 г. - инспектор Государственной комиссии по сортоиспытанию сельскохозяйственных культур па Павлодарской области. Первым значительным его вкладом как ученого в практику сельскохозяйствейного производства стала предложенная им система посева кулис по парам. С 1956 г. работает в Павлодарской сельскохозяйственной станции по защите почв от эрозий. В защите почв от эрозии, повышении урожайности сельскохозяйственных культур в зоне рискованного земледелия большую роль сыграли агротехнические мероприятия под руководством Берестовского. В 1966 г. эрозия почв в Павлодарской области была остановлена.
Опытная станция за разработки и внедрение почвозащитной системы земледелия была награждена орденом Трудового Красного Знамени. По совокупности опубликованных научных работ без защиты диссертации Берестовскому была присуждена ученая степень кандидата сельскохозяйственных наук. 
В 1972 году группе ученых под руководством А.И. Бараева, в том числе Г.Г. Берестовскому была присуждена Ленинская премия.

В 1972 году Г.Г. Берестовский вместе с другими учёными (А. И. Бараев, Э. Ф. Госсен, А.А. Зайцева, А. А. Плишкин и И. И. Хорошилов) была награжден Ленинской премией за систему мероприятий по защите почв от ветровой эрозии в Северном Казахстане и в степных районах Западной Сибири. Эта премия является единственной присужденной в области сельскохозяйственной науки. В 1979 году присуждено почетное звание "Заслуженный работник сельского хозяйства Казахской ССР".
Г.Г. Берестовский - автор более сорока научных работ, опубликованных в книгах, брошюрах, сотен газетных публикаций. Автор многих изобретений, в том числе противоэрозийного химического препарата нерозин, патент на который приобрели многие страны.
Награжден дипломом и медалью лауреата Ленинской премии 1972 года, Орденом Отечественной войны I Степени, Орденами "Знак почета", медалями «За освоение целинных и залежных земель», наградами ВДНХ СССР и другими наградами. 